# Anton Kaes
Anton Kaes (* 4. Februar 1945 in Eggenfelden) ist ein deutscher Germanist.

## Leben und Wirken
Nach der Promotion 1973 an der Stanford University lehrte er von 1978 bis 1981 Deutsche und Vergleichende Literaturwissenschaft sowie Filmwissenschaft an der University of California, Irvine. An der University of California, Berkeley hatte er seit 1981 einen gemeinsamen Lehrstuhl für Deutsch und Film & Medien inne. Von 1990 bis 1998 war er dort Direktor des Filmstudienprogramms und von 2001 bis 2006 Vorsitzender des Fachbereichs Deutsch.
Neben seiner Lehrtätigkeit in den Bereichen moderne deutsche Literatur, Kulturtheorie, deutsche Filmgeschichte, Fotografie und Filmtheorie ist Kaes auch Mitglied des Critical Theory Program, wo er regelmäßig Seminare zur Frankfurter Schule anbietet. Er war Leiter von vier NEH-Sommerseminaren für Hochschullehrer (1989–1994). Er unterrichtete eine Meisterklasse an der Universität von Amsterdam und gab Workshops in Jerusalem, Seoul, Wien, Berlin und an der Universität Cambridge. Er war Gastprofessor an der Australian National University (1995), der Harvard University (1999) und der Universität Tel Aviv (2008).
Kaes war als Berater für Ausstellungen moderner Kunst im Los Angeles County Museum of Art, Museum of Modern Art und San Francisco Museum of Modern Art sowie für die Programmgestaltung des Filmfestivals in Bologna und des Stummfilmfestivals in Pordenone sowie für die DVD-Kollektion von Criterion tätig. Er war außerdem Mitglied des Redaktionsausschusses von PMLA, German Quarterly und New German Critique, um nur einige zu nennen. Seit 1994 ist er Mitherausgeber der 50-bändigen Buchreihe „Weimar und heute: Deutsche Kulturkritik“.

## Forschungsschwerpunkte
Seine Forschungsgebiete sind Modernismus/Modernität; Weimarer Kino und Kultur; Trauma und Erinnerung; Deutsche Literatur, Film und Avantgarde des 20. Jahrhunderts; Filmtheorie und Medienarchäologie; Frankfurter Schule; Deutsche Exilanten; Film Noir; Fotografie und Zeitlichkeit.

## Stipendien und Auszeichnungen
Kaes erhielt ein Rockefeller Foundation Humanities Research Grant (1978), ein Stipendium der Alexander v. Humboldt-Stiftung (1984/85; 1986/87), ein Guggenheim-Stipendium (1989/90), ein NEH-Forschungsstipendium, ein UC President’s Research Fellowship (1995) und den Alexander von Humboldt-Forschungspreis für 2005/06. Er war Scholar in Residence am Getty Center for Art History and the Humanities (1989/90), am Rockefeller Center in Bellagio (1998), am Zentrum für Literaturwissenschaft in Berlin (2000) und am IFK (Internationales Forschungszentrum für Kulturwissenschaften) in Wien (2001). An der UC Berkeley wurde er 2010 mit dem Distinguished Teaching Award in the Humanities ausgezeichnet.

## Schriften (Auswahl)
- Expressionismus in Amerika. Rezeption und Innovation. Tübingen 1975, ISBN 3-484-18038-2.
- Deutschlandbilder. Die Wiederkehr der Geschichte als Film. München 1987, ISBN 3-88377-260-7. Rezension
- M. London 2000, ISBN 0-85170-370-4.
- Shell shock cinema. Weimar culture and the wounds of war. Princeton 2009, ISBN 978-0-691-03136-1.